# Pertusaria macloviana
Pertusaria macloviana är en lavart som beskrevs av Müll. Arg. Pertusaria macloviana ingår i släktet Pertusaria och familjen Pertusariaceae.   Inga underarter finns listade i Catalogue of Life.